# Albert Krecke

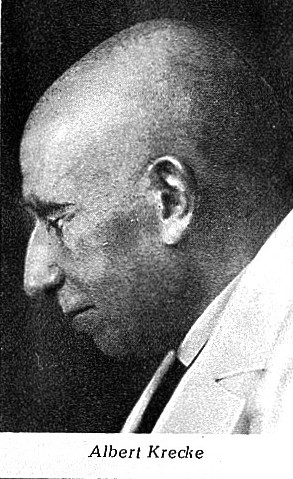
Albert Krecke

Albert Krecke (* 28. Februar 1863 in Salzuflen; † 29. Juli 1932 in München) war ein deutscher Chirurg.

## Leben
Als letztes von acht Geschwistern wurde Albert Krecke am 28. Februar 1863 in Bad Salzuflen geboren. Mit 18 Jahren verließ er seine Heimatstadt um ein Studium zu beginnen.
Krecke studierte unter anderem in Erlangen, wo er Assistent von Adolf Strümpell wurde und sein Studium 1885 mit einer Dissertation Ueber Nervennaht abschloss. Nach einer längeren Tätigkeit als Schiffsarzt ließ er sich 1890 in München nieder, wo er 1896 eine Privatklinik gründete, die sich ab 1914 in der Hubertusstraße in Nymphenburg befand. Von Thomas Mann wurde er dort zu Operationen an dessen Söhnen Klaus Mann und Golo Mann aufgesucht. Krecke war Mitarbeiter (ab 1888) und Mitherausgeber der Münchener Medizinischen Wochenschrift sowie Begründer des Leipziger Verbandes (des heutigen Hartmannbundes) in Südbayern. 1925 war er Vorsitzender der Vereinigung der Bayerischen Chirurgen.
Krecke war verheiratet mit der Tochter des Internisten Rudolf von Hößlin, Margarete (geb. 1887).

„Es gibt ein paar Stellen, wo man [...] fühlt, was Arzt sein ist. Übrigens auch, was Güte ist und Hilfsbereitschaft und echte Christlichkeit.“

## Schriften

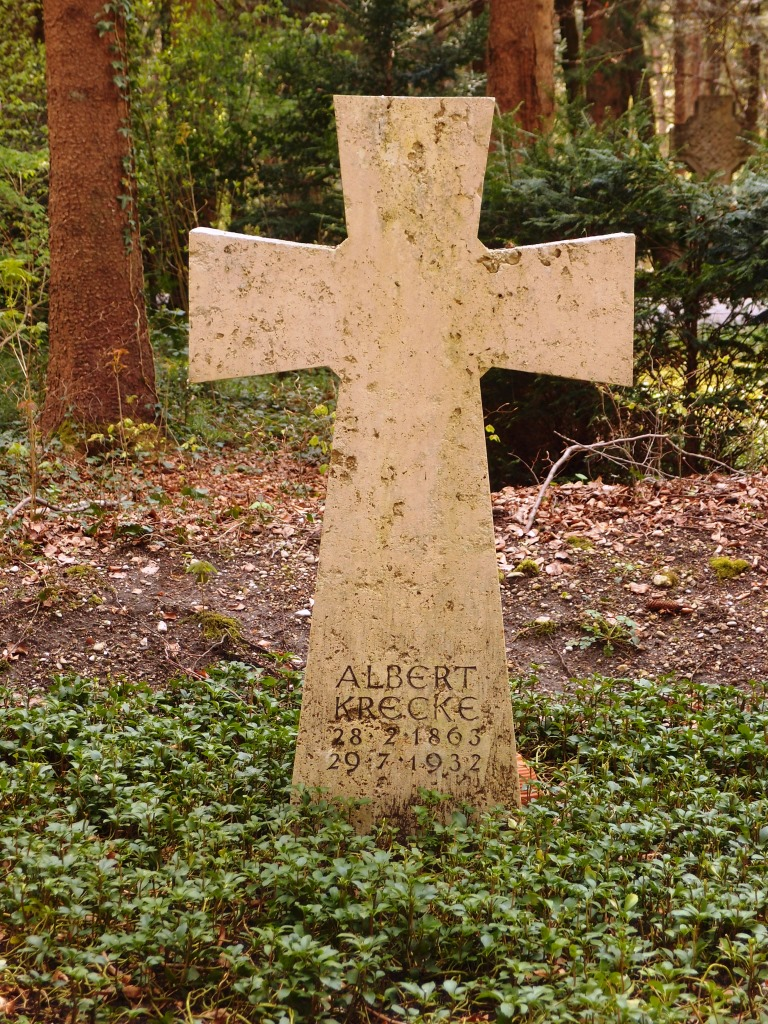
Kreckes Grab auf dem Waldfriedhof (München)

- Beiträge zur praktischen Chirurgie. Jahresberichte 1910–1926. 6 Bände.
- Beiträge zur praktischen Chirurgie. Bericht über die Jahre 1927–1930 aus der Chirurgischen Privatklinik. Lehmann, München 1936.
- Vom Arzt und seinen Kranken. J. F.Lehmanns Verlag, München 1932.
- The doctor and his patients. K. Paul, Trench, Trubner, London 1934.